# Эве (язык)

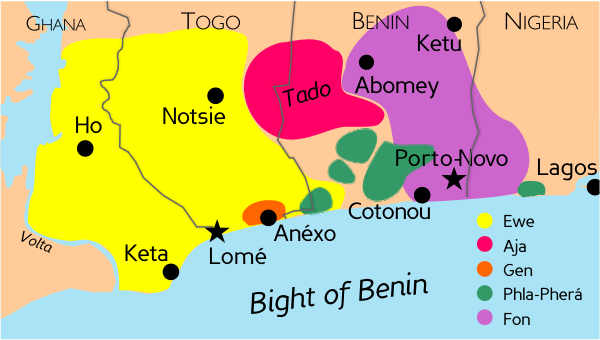
На этой карте территория, на которой распространён эве, показана жёлтым цветом

Эве (самоназвание: Eʋe или Eʋegbe [ɛβɛɡ͡bɛ]) — язык нигеро-конголезской макросемьи, распространённый в Гане, Того и Бенине (в первых двух он широко преподаётся в школах, хотя и не имеет официального статуса). Количество носителей — около 5 млн человек. Эве принадлежит к группе гбе, которую традиционно включали в семьи ква, а в настоящее время предлагают переместить в вольта-нигерские языки. Группа гбе распространена от востока Ганы до запада Нигерии. Среди прочих языков гбе следует упомянуть фон и аджа. Как и прочие языки группы гбе, эве — тональный язык.

## Диалекты
У языка эве есть диалекты авено (Avɛ́no), авлан (Awlan), агу (Agu), адангбе (Adángbe), вансе (Wancé), васи (Wací), ве (Vɛ́), влин (Vhlin), во (Vo), гбин (Gbín), дайин (Dayin), кпандо (Kpándo), кпелен (Kpelen), песи (Pecí), товун (Tɔwun), фодоме (Fodome), хо (Hó).
16 издание Ethnologue рассматривает васи, вуду и кпеси как достаточно отчётливые, чтобы можно было рассматривать их как отдельные языки. Форма диалектного континуума с эве и ген (мина) объединяет взаимное восприятие на уровне 85%. Разновидность эве — влин, гбин, кпелен, кпеси, хо — могут быть рассмотрены тремя кластерами диалектов восточного гбе между эве и ген, хотя кпеси так близок или ближе к диалектам васи и во, которые остаются по сценарию диалектами эве. Васи географически вмешивается между присущими эве и ген; вуду севернее, на территории северной окраины языка аджа, а кпеси формируется на острове Гбе на территории языка кабье.

## Фонетика

### Согласные
|             | Губ.-губ. | Губ.-губ. | Губ.-зуб. | Губ.-зуб. | Альвеол. | Альвеол. | Ретрофлекс. | Палатал. | Веляр. | Веляр. | Лабиовеляр. | Лабиовеляр. | Глот. |
| ----------- | --------- | --------- | --------- | --------- | -------- | -------- | ----------- | -------- | ------ | ------ | ----------- | ----------- | ----- |
| Взрывные    | p         | b         |           |           | t        | d        | ɖ           |          | k      | ɡ      | k͡p          | ɡ͡b          |       |
| Аффрикаты   |           |           |           |           | ʦ        | ʣ        |             |          |        |        |             |             |       |
| Носовые     |           | m         |           |           |          | n        |             | ɲ        |        | ŋ      |             |             |       |
| Фрикативные | ɸ         | β         | f         | v         | s        | z        |             |          | x      | ɣ      |             |             | h     |
| Полугласные |           |           |           |           |          |          |             | j        |        |        |             | w           |       |
| Боковые     |           |           |           |           |          | l        |             |          |        |        |             |             |       |

Носовые согласные [m, n, ɲ, ŋ] не имеют фонемного статуса, поскольку они являются аллофонами других согласных в сочетании с носовыми гласными.
Эве — один из немногих языков, где противопоставляются [f] и [ɸ], [v] и [β], которые в других языках рассматриваются как аллофоны.

### Гласные
|                         | Передний ряд | Задний ряд |
| ----------------------- | ------------ | ---------- |
| Верхнего подъёма        | i, ĩ         | u, ũ       |
| Средне-верхнего подъёма | e            | o          |
| Средне-нижнего подъёма  | ɛ, ɛ̃         | ɔ, ɔ̃       |
| Нижнего подъёма         | a, ã         | a, ã       |

В некоторых диалектах эве в Гане имеются дополнительные гласные /ə/ и /ə̃/.

## Система письма
Алфавит эве основан на африканском стандартном алфавите на основе латиницы с некоторыми дополнительными буквами. Некоторые буквы заимствованы из Международного фонетического алфавита.
| A a | B b | D d | Ɖ ɖ   | Dz dz | E e      | Ɛ ɛ | F f   | Ƒ ƒ | G g | Gb gb | Ɣ ɣ |
| --- | --- | --- | ----- | ----- | -------- | --- | ----- | --- | --- | ----- | --- |
| /a/ | /b/ | /d/ | /ɖ/   | /ʣ/   | /e/, /ə/ | /ɛ/ | /f/   | /ɸ/ | /ɡ/ | /ɡ͡b/  | /ɣ/ |
| H h | I i | K k | Kp kp | L l   | M m      | N n | Ny ny | Ŋ ŋ | O o | Ɔ ɔ   | P p |
| /h/ | /i/ | /k/ | /k͡p/  | /l/   | /m/      | /n/ | /ɲ/   | /ŋ/ | /o/ | /ɔ/   | /p/ |
| R r | S s | T t | Ts ts | U u   | V v      | Ʋ ʋ | W w   | X x | Y y | Z z   |     |
| /l/ | /s/ | /t/ | /ʦ/   | /u/   | /v/      | /β/ | /w/   | /x/ | /j/ | /z/   |     |

Буква n после гласных обозначает их назализацию. Тоны обычно не маркируются, за исключением редких случаев, когда их обозначение необходимо во избежание двусмысленности, например, местоимение mí («мы») обозначается знаком высокого тона в отличие от местоимения mi («вы»), а местоимение wò («ты») обозначается низким тоном в отличие от местоимения wo («они»).
- ekpɔ wò [ɛ́k͡pɔ̀ wɔ̀] — 'он видел тебя'
- ekpɔ wo [ɛ́k͡pɔ̀ wɔ́] — 'он видел их'

## Синтаксис
Обычный порядок слов — SVO. В конструкциях принадлежности название собственника предшествует названию собственности. Прилагательные, числительные, указательные и относительные местоимения следуют за основным существительным.
В языке эве имеется богатая система сериальных глагольных конструкций (см. Ansre 1961).

## Википедия на языке эве
Существует раздел Википедии на языке эве («Википедия на языке эве»), первая правка в нём была сделана в 2004 году. По состоянию на 18:51 (UTC) 22 марта 2025 года раздел содержит 1002 статьи (общее число страниц — 4115); в нём зарегистрировано 15 900 участников, двое из них имеют статус администратора; 18 участников совершили какие-либо действия за последние 30 дней; общее число правок за время существования раздела составляет 58 289.